# José María Bakero
José María Bakero (plus connu sous le nom de José Mari Bakero), né le 11 février 1963 à Goizueta, est un footballeur international espagnol qui occupait le poste de milieu offensif dans les années 1980-1990. Il est désormais entraîneur.

## Biographie

### Ses débuts à la Real Sociedad
José Maria Bakero fait ses débuts professionnels avec la Real Sociedad le 6 septembre 1980 à seulement dix-sept ans, entrant en cours de match contre Valence (défaite trois buts à deux). Il finit sa première saison avec vingt-sept rencontres au compteur, et remporte le premier titre de sa carrière en étant champion de Primera División. L'année suivante, il n'apparaît que deux fois en championnat, que son équipe remporte pour la deuxième fois consécutive. Attaquant à ses débuts, il recule sur le terrain durant sa période erreala et devient milieu. Avec Jesús María Zamora et Jesús María Satrústegui, il forme un trio offensif très performant, enchaîne les matches et remporte de nombreux trophées. Il dispute son premier match avec la sélection espagnole le 14 octobre 1987 face à l'Autriche, lors de éliminatoires de l'Euro 1988, remplaçant son futur coéquipier Francisco José Carrasco.

### Sur le toit de l'Europe avec Barcelone
En 1988, Bakero signe un contrat au FC Barcelone. Avec le club catalan, il connaît la plus belle période de sa carrière, remportant compétition sur compétition. Il participe aussi à l'Euro, puis à la Coupe du monde 1990. De 1991 à 1994, Bakero glane pas moins de huit trophées, dont quatre championnats d'affilée et une Coupe des clubs champions européens. Il joue une seconde Coupe du monde, celle de 1994, et atteint les quarts de finale aux États-Unis. Après la compétition, il termine sa carrière internationale, totalisant trente rencontres et sept buts. Il est le capitaine du FC Barcelone de 1994 à 1996. Après avoir disputé deux cent soixante matches avec Barcelone et inscrit soixante-douze buts, Bakero fait ses adieux au Camp Nou le 18 novembre 1996 contre le Real Valladolid.

### Fin de carrière
Après six mois passés à Veracruz au Mexique et deux essais manqués à Middlesbrough et à Norwich City, Bakero annonce la fin de sa carrière, dix-sept ans après avoir foulé pour la première fois Anoeta de Saint-Sébastien.

### Sa reconversion
En janvier 2005, Bakero connaît sa première expérience d'entraîneur avec l'équipe réserve de Málaga, et parvient à maintenir le club dans sa division. En août, il est nommé directeur sportif de son ancien club, la Real Sociedad, puis entraîneur principal lors de la saison suivante. Mais après sept matches à la tête du club, Bakero est remercié.
En octobre 2007, il rejoint Ronald Koeman, l'un de ses anciens coéquipiers du Barça, pour l'assister au Valence CF, mais les résultats ne sont pas au rendez-vous. En avril 2008, l'aventure prend fin. Bakero signe alors au CS Otopeni, en Roumanie, et repart aussi vite qu'il est arrivé.
Le 10 novembre 2009, Bakero est annoncé du côté du Polonia Varsovie, alors à la peine dans le championnat polonais. Il y remplace le Polonais Michał Libich, qui assurait l'intérim après le limogeage de Dušan Radolský. L'Espagnol devient ainsi le sixième entraîneur du club varsovien en 2009. Au départ sous contrat pour un mois et demi, il le prolonge jusqu'en 2012 le 14 décembre, et appelle son frère Jon pour l'assister. Malgré quelques difficultés, Bakero maintient le club en première division, et connaît même ses premières satisfactions, comme la victoire contre le grand rival, le Legia, à domicile, ce qui n'était plus arrivé au Polonia depuis soixante ans. Ayant carte blanche pour le recrutement, Bakero se conforme aux objectifs 2010-2011 du président Józef Wojciechowski, qui lui promet même un quart des parts du club en cas de titre, soit « l'offre la plus insolite de sa vie ». Mais l'Espagnol désire que son frère soit augmenté, ce que le président du Polonia refuse, et se dirige alors vers un départ. Finalement, Bakero choisit de garder son poste. Son frère, source du conflit, est remplacé par Paweł Janas. 
En septembre 2010, après la cinquième journée (et trois victoires, un nul et une défaite), il quitte le club à l'amiable après l'avoir sauvé de justesse de la relégation la saison précédente, et est remplacé par son premier adjoint. Seulement un mois plus tard, il rebondit dans un autre club polonais, le Lech Poznań, champion en titre mais mal en point en championnat et toujours en lice en Ligue Europa. Quelques jours après sa prise de fonctions, sa nouvelle équipe bat Manchester City à domicile et s'installe à la première place de son groupe. Deuxième finalement après la sixième journée, Poznań atteint les seizièmes de finale et est battu par le futur finaliste de la compétition, le SC Braga. Le retour à la ligue domestique est difficile pour le Lech qui s'éloigne du podium et ne se qualifie pas pour une coupe européenne à l'issue de la saison. Malgré cela, Bakero est maintenu dans ses fonctions.
Lors de la saison 2011-2012, la situation ne s'améliore pas, et Bakero est finalement limogé le 25 février 2012 après avoir concédé une nouvelle défaite. Il est remplacé par son adjoint Mariusz Rumak.
Pour la Coupe du monde des clubs de football de plage 2012, José Mari Bakero rejoint la section football de plage du FC Barcelone. Le 21 décembre 2012, Bakero devient l'entraîneur de l'équipe péruvienne du Juan Aurich. Il est démis de ses fonctions le 7 septembre 2013 à la suite des mauvais résultats de l'équipe.
Bakero intervient en tant que consultant à la télévision.
En juillet 2017, Bakero retourne au FC Barcelone pour y occuper le poste de secrétaire technique du football formateur en compagnie de son ancien coéquipier Guillermo Amor (ils sont responsables de l'équipe réserve et des deux équipes juniors).

## Vie privée
José Maria Bakero est le deuxième d'une famille de trois enfants. Ses frères, Santiago et Jon, ont également été footballeurs, et étaient tous les deux attaquants. Le premier a joué cinq saisons en première division espagnole, avec l'Hércules Alicante et la Real Sociedad (où il a eu comme coéquipier son frère José Maria entre 1986 et 1988 ), alors que le second n'a fait qu'un court passage en deuxième division (il a notamment joué pour FC Barcelone B),.

## Palmarès

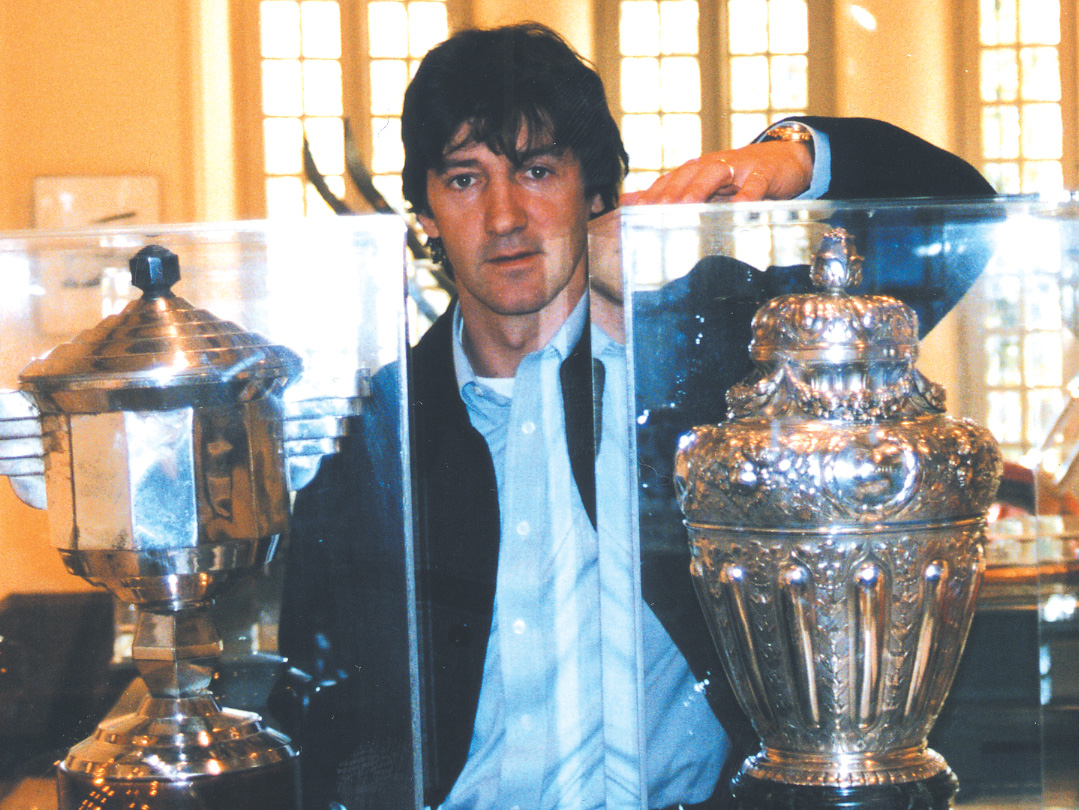
José Maria Bakero avec ses trophées.

### En club
- Vainqueur de la Supercoupe d'Europe en 1992 avec le FC Barcelone
- Vainqueur de la Coupe d'Europe des Clubs Champions en 1992 avec le FC Barcelone
- Champion d'Espagne en 1981 et en 1982 avec la Real Sociedad, en 1991, en 1992, en 1993 et en 1994 avec le FC Barcelone
- Vainqueur de la Coupe d'Espagne en 1987 avec la Real Sociedad et en 1990 avec le FC Barcelone
- Vainqueur de la Supercoupe d'Espagne en 1982 avec la Real Sociedad, en 1991, en 1992, en 1994 et en 1996 avec le FC Barcelone
- Finaliste de la Coupe Intercontinentale en 1992 avec le FC Barcelone
- Finaliste de la Supercoupe d'Europe en 1989 avec le FC Barcelone
- Finaliste de la Ligue des Champions en 1994 avec le FC Barcelone
- Finaliste de la Coupe d'Europe des Vainqueurs de Coupe en 1991  avec le FC Barcelone

### En équipe d'Espagne
- 30 sélections et 7 buts entre 1987 et 1994
- Participation au Championnat d'Europe des Nations en 1988 (Premier Tour)
- Participation à la Coupe du Monde en 1990 (1/8 de finaliste) et en 1994 (1/4 de finaliste)